# William Sadler

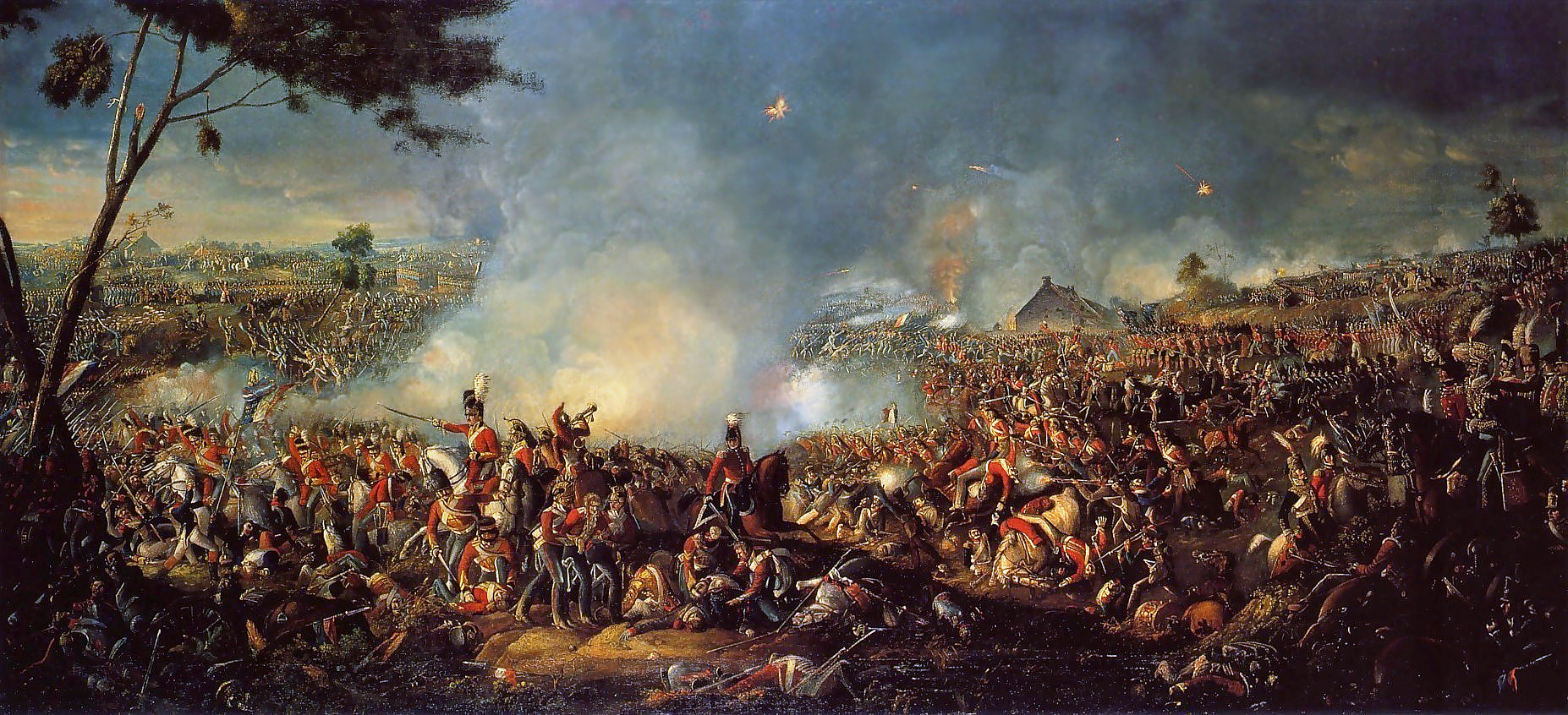
La batalla de Waterloo, oli sobre tela, 81 x 177 cm

William Sadler II va ser un pintor irlandès nascut al voltant de 1782 i mort el 1839, fonamentalment dedicat a la pintura paisatgista.

## Biografia
William Sadler II era el fill del retratista i gravador William Sadler. Dos dels seus fills es van convertir en pintors, estant el major William Sadler III. (Els nombres després de cada nom s'utilitza simplement per distingir un d'un altre).
Va créixer a Dublín i allà va exposar les seves pintures entre 1809 i 1821. El 1828 i 1833 va exposar a la Royal Hibernian Academy. El seu estil va estar fortament influït pel de la pintura holandesa. També va ensenyar pintura, destacant entre els seus alumnes James Arthur O'Connor.
Sadler va viure en diverses localitats abans d'establir-se a Manders' Building, Ranelagh, on va morir el desembre de 1839.

## Obra
- Una vista del Salmó Leap, Leixlip, c. 1810, National Gallery of Ireland.
- Donnybrook Fair, c. 1839, col·lecció de Brian P. Burns.
- La batalla de Waterloo
- Port de Dublín